# Una teoría del socialismo y el capitalismo
A Theory of Socialism and Capitalism (Una teoría del socialismo y el capitalismo) es un tratado elaborado por Hans-Hermann Hoppe, un economista anarcocapitalista y estudiante de Jürgen Habermas, que utiliza la ética de la argumentación, un principio habermasiano, como fundamento de la propiedad de uno mismo y la propiedad privada como principios éticos. 
Publicado en 1989, el libro ayudó a elevar a Hoppe a una posición de liderazgo en el movimiento del anarcocapitalismo, el segundo sólo después de su mentor Murray Rothbard. El profesor Hoppe definió al contrato como el uso consentido de la propiedad de otro, a la agresión como el uso no consentido de la propiedad de otro, y al capitalismo como el respeto institucionalizado de los derechos de propiedad (y los contratos). 

## Argumento
El socialismo, es definido por él como una falta de respeto institucionalizada, o la agresión, a los derechos de propiedad. El autor analiza la preferencia temporal Böhm-Bawerkiana con respecto a las diferentes formas de acuerdos de propiedad en términos de visión de futuro cultural y de la prosperidad económica de un determinado sistema social. El libro va a distinguir entre los cuatro posibles tipos de socialismo: al estilo soviético, socialdemócratas, conservadores y tecnócratas (o neoliberalismo) en oposición a un completo orden de propiedad privada, es decir, el capitalismo.
Cada sistema social se analiza con ejemplos históricos y no sólo desde el punto de vista ético-económico, sino también la identificación de las diferentes fuerzas políticas y grupos que se benefician de cada forma particular de política, perjudicando de diferentes maneras al mantenimiento y desarrollo de bienes de capital y al capital social. Un capítulo posterior analiza la validez del dogma de los "bienes públicos" (como indica Paul Samuelson, por ejemplo) y el último pasa a describir las posibles perspectivas de un orden capitalista puro en el que las funciones del Estado son ejercidas por los seguros privados y las empresas de defensa. 

## Contenido
- Introducción
- Propiedad, contrato, agresión, capitalismo, socialismo
- El socialismo de estilo ruso
- El socialismo de estilo social-demócrata
- El socialismo del conservadurismo
- El socialismo de la ingeniería social y El fundamento del análisis económico
- La justificación ética del capitalismo y ¿Por qué el socialismo es moralmente indefendible?
- Los fundamentos socio-psicológicos del socialismo o la Teoría del Estado
- La producción capitalista y el problema de los monopolios
- La producción capitalista y el problema de los bienes públicos